# Bugbear Entertainment
Ne pas confondre avec le ver informatique Bugbear
Bugbear Entertainment est une société de conception de jeux vidéo finlandaise. Elle a été créée en 2000 et comptait en 2024 24 employés (contre 40 employés en 2007).
La société a été rachetée par THQ Nordic en novembre 2018.

## Ludographie
| Nom                       | Genre                   | Éditeur                     | Date de sortie | Plateformes                 |
| ------------------------- | ----------------------- | --------------------------- | -------------- | --------------------------- |
| Rally Trophy              | Rallye, simulation      | JoWooD Productions          | 2001           | PC                          |
| Tough Trucks              | Course de Monster truck | Activision Value Publishing | 2003           | PC                          |
| FlatOut                   | Cascade, course         | Empire Interactive          | 2004           | PC, Xbox, PlayStation 2     |
| Glimmerati                | Arcade, course          | Nokia                       | 2005           | N-Gage                      |
| FlatOut 2                 | Cascade, course         | Empire Interactive          | 2006           | PC, Xbox, PlayStation 2     |
| FlatOut: Ultimate Carnage | Cascade, course         | Empire Interactive          | 2007           | PC, Xbox 360                |
| Sega Rally Revo           | Course                  | Sega                        | 2007           | PlayStation Portable        |
| Ridge Racer Unbounded     | Course                  | Namco Bandai Games          | 2012           | Xbox 360, PlayStation 3     |
| Ridge Racer Driftopia     | Cascade, course         | Bandai Namco Games          | 2013           | PC                          |
| Wreckfest                 | Cascade, course         | THQ Nordic                  | 2018           | PC, Xbox One, PlayStation 4 |